# El noticioso
El noticioso fue un programa de televisión de comedia peruana emitida por el canal Global Televisión.

## Antecedentes
El programa radial Los chistosos se estrenó el 14 de febrero de 1994, con Fernando Armas, Hernán Vidaurre y Guillermo Rossini como conductores, a través de Radio Programas del Perú.
En marzo del 2000, los tres conductores llegaron a Panamericana Televisión, donde presentaron programas cómicos como 24 minutos y 24 minutazos, hasta julio de 2003.
Luego, en agosto de 2003, se unieron a América Televisión junto con Giovanna Castro, y allí condujeron el programa cómico Noti-ríase hasta julio de 2004.
En 2008 condujeron el programa Ponte al día por el canal ATV.

## Desarrollo del programa
En noviembre de 2010 se estrenó el programa en el canal Global Televisión a las 11:00 p.m., inicialmente conducido por Fernando Armas, Hernán Vidaurre y Guillermo Rossini. Más tarde se uniría Óscar Gayoso. Armas se retiró del programa en 2011 y fue reemplazado por Giovanna Castro.
En este programa destacan las caracterizaciones del Dr. Max Sano, el Amigo de los Animales, y Lalito Archimbobo, interpretados por Vidaurre. También aparecen la Mariposa Chismosa, Tito del Barro y La Bestia en Computación, representados por Mujica. Giovanna Castro imita a La Rulitos (Janet Barboza), y Rossini caracteriza a figuras del ámbito político, como Daniel Lisurrattas (Daniel Abugattás), Susana Viejaran (Susana Villarán), PKK (Pedro Pablo Kuczynski).
En enero de 2013, la productora anunció que retiraría al Dr. Max Sano y a la Mariposa Chismosa por considerarlos ofensivos para el público.
En mayo de 2013, el programa fue cancelado de forma sorpresiva. Rossini criticó que la decisión no se comunicara directamente por los ejecutivos del canal, sino a través del productor, lo cual consideró una falta de respeto. Además, señaló que una gran parte del personal de Global TV fue despedida, incluyendo a gerentes y vigilantes.
En 2016 regresaron a la televisión con un nuevo programa llamado Paren esta vaina, que se emitió en Panamericana Televisión los sábados al mediodía.

## Elenco
- Hernán Vidaurre (2010-2013)
- Guillermo Rossini (2010-2013)
- Giovanna Castro (2011-2013)
- Fernando Armas (2010-2011)
- Óscar Gayoso (2011)
- José Mujica (2012-2013)